# Kyūshū Shinkansen
La Kyūshū Shinkansen (九州新幹線?) è una ferrovia ad alta velocità giapponese, a scartamento ordinario, che collega da nord a sud le principali città del Kyushu partendo dalla stazione di Hakata, a Fukuoka e raggiungendo dopo 256 km la stazione di Kagoshima-Chūō.
Il primo tratto tra Shin-Yatsushiro e Kagoshima-Chūō è stato inaugurato nel 2004, mentre il tragitto tra Hakata e Shin-Yatsushiro è stato aperto nel marzo 2011. È in fase di costruzione anche un'antenna ferroviaria che potrebbe portare i viaggiatori fino a Nagasaki, distaccandosi dalla linea principale all'altezza della stazione di Shin-Tosu con apertura prevista per il 2022.

## Storia
Nel 1973 venne presentata per la prima volta l'idea del Nagasaki Shinkansen (長崎新幹線?), una rotta che avrebbe dovuto collegare Fukuoka con Nagasaki. Rinominata come Nagasaki Route (長崎ルート?), e poi cambiata in West Kyushu Route (西九州ルート?, Nishi Kyūshū rūto) nel 1995 lo sviluppo del progetto fu rallentato dalla necessità di raddoppiare l'attuale linea principale Nagasaki, a scartamento ridotto e la linea Sasebo fra Shin-Tosu e Takeo-Onsen, e dalle opposizioni sulla parte finale della linea a Nagasaki.
La costruzione della Kagoshima Route (鹿児島ルート?) è iniziata nel 1991, e il primo segmento fra Kagoshima e Yatsushiro ha aperto il 13 marzo 2004. Questa prima sezione permise di restringere i tempi di percorrenza dai precedenti 130 minuti a 35 minuti portando il tempo necessario per percorrere la distanza fra Hakata e Kagoshima da circa 4 a circa 2 ore. In seguito, con l'apertura della restante parte della linea, nel 2011, il tragitto da Hakata a Kagoshima è diventato di 1 ora e 20 minuti.
Nel settembre 2011, dopo 6 mesi dal completamento della linea, JR Kyushu riportò che nei precedenti anni la frequentazione della linea nella parte a sud era aumentata del 64 percento, superando le stime del 40 percento fatte sinora. Tuttavia nella sezione nord della linea, dove la competizione con altri mezzi di trasporto è forte, l'uso della linea è aumentato del solo 38 percento.

### Progetti futuri
Nel 2012 sono iniziati i lavori di realizzazione, e si prevede la creazione di nuovi binari a scartamento ordinario fra Takeo-Onsen e Nagasaki e dell'adattamento dei binari da Shin-Tosu a Takeo-Onsen in modalità Super Tokkyū, con treni viaggianti a una velocità massima di 200 km/h. Questo permetterà tempi di percorrenza di 1 ora e 24 minuti fra le due città, contro l'ora e 45 minuti attualmente necessari. Se verrà utilizzato un treno ibrido, i tempi potrebbero ridursi ulteriormente a 1 ora e 19 minuti, e se tutta la rete sarà realizzata a scartamento Shinkansen, saranno necessari solo 41 minuti.
I primi 45,7 km fra Takeo-Onsen e Isahaya sono iniziati il 28 aprile 2008. Construction of the first 45.7 km segment between Takeo-Onsen and Isahaya began on 28 April 2008. Debate over the final section between Isahaya and Nagasaki continued for several years, before construction was finally approved by the government in December 2011.

## Servizi

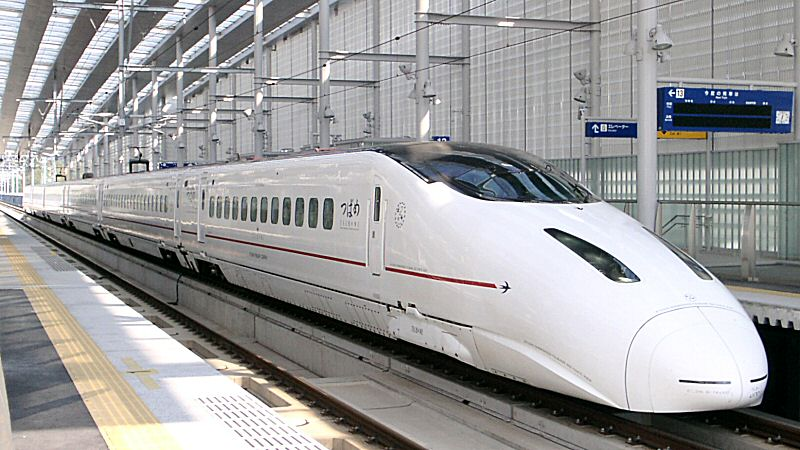
Treno Tsubame serie 800

Sulla linea operano in totale 3 servizi, in ordine di velocità: Mizuho, Sakura e Tsubame. Il Mizuho compie due viaggi in entrambe le direzioni fra Shin-Ōsaka e Kagoshima-Chūō durante le ore del mattino, e due viaggi di andata e ritorno durante la sera con un tempo di percorrenza di 3 ore e 45 minuti. I treni Sakura sono uno all'ora da Shin-Ōsaka a Kagoshima-Chūō con un numero maggiore di fermate con un tempo necessario di 4 ore e 10 minuti. Ogni ora ci sono inoltre due servizi Sakura fra Hakata e Kumamoto o Kagoshima-Chūō. I treni Tsubame compiono il servizio locale fermando in tutte le fermate fra Hakata e Kumamoto ogni 30 o 60 minuti con alcuni prolungati su Kagoshima-Chūō..
I servizi Tsubame sono operati da treni della serie 800, in composizione da 6 carrozze e con una velocità massima di 260 km/h. I treni sono stati sviluppati da Hitachi e basati sulla serie 700 in servizio su Tōkaidō e Sanyō Shinkansen.
I treni della serie N700 vengono invece usati nei tragitti che proseguono da/per il Sanyō Shinkansen da Shin-Ōsaka a Kagoshima-Chūō. Il primo set è stato consegnato al deposito di Hakata nell'ottobre 2008.

## Percorso
| Stazione                                      | in Giapponese | Distanza | Distanza da Shin-Ōsaka | Mizuho | Sakura | Collegamenti | Posizione     | Posizione |
| --------------------------------------------- | ------------- | -------- | ---------------------- | ------ | ------ | --- | ------------- | --------- |
| Attualmente in funzione                       |               |          |                        |        |        | |               |           |
| Hakata                                        | 博多          | 0        | 553,7                  | ●      | ●      | Linea Kūkō (metropolitana di Fukuoka) Linea Fukuhoku Yutaka Linea Hakata-Minami Linea principale Kagoshima Sanyō Shinkansen (servizio diretto) | Fukuoka       | Fukuoka   |
| Shin-Tosu                                     | 新鳥栖        | 26,3     | 580,0                  |        | △      | Linea principale Nagasaki | Tosu          | Saga      |
| Kurume                                        | 久留米        | 32,0     | 585,7                  |        | △      | Linea principale Kagoshima Linea principale Kyūdai                                                                                             | Kurume        | Fukuoka   |
| Chikugo-Funagoya                              | 筑後船小屋    | 47,9     | 601,6                  |        | △      | Linea principale Kagoshima | Chikugo       | Fukuoka   |
| Shin-Ōmuta                                    | 新大牟田      | 59,7     | 613,4                  |        | △      | | Ōmuta         | Fukuoka   |
| Shin-Tamana                                   | 新玉名        | 76,3     | 630,0                  |        | △      | | Tamana        | Kumamoto  |
| Kumamoto                                      | 熊本          | 98,2     | 651,9                  | ●      | ●      | Linea principale Hōhi Linea principale Kagoshima Tram di Kumamoto (Kumamoto-Ekimae)                                                            | Kumamoto      | Kumamoto  |
| Shin-Yatsushiro                               | 新八代        | 130,0    | 683,7                  |        | △      | Linea principale Kagoshima | Yatsushiro    | Kumamoto  |
| Shin-Minamata                                 | 新水俣        | 172,8    | 726,5                  |        | △      | Ferrovia arancio Hisatsu | Minamata      | Kumamoto  |
| Izumi                                         | 出水          | 188,8    | 742,5                  |        | △      | Ferrovia arancio Hisatsu | Izumi         | Kagoshima |
| Sendai                                        | 川内          | 221,5    | 775,2                  |        | ●      | Ferrovia arancio Hisatsu Linea principale Kagoshima                                                                                            | Satsumasendai | Kagoshima |
| Kagoshima-Chūō                                | 鹿児島中央    | 256,8    | 810,5                  | ●      | ●      | Linea Ibusuki Makurazaki Linea principale Kagoshima Tram di Kagoshima (Kagoshima-Chūō-Ekimae)                                                  | Kagoshima     | Kagoshima |
| In attesa di costruzione                      |               |          |                        |        |        | |               |           |
| Shin-Tosu                                     | 新鳥栖        |          |                        |        |        | | Tosu          | Saga      |
| Saga                                          | 佐賀          |          |                        |        |        | Linea Karatsu Linea principale Nagasaki Linea Sasebo                                                                                           | Saga (Saga)   | Saga      |
| In costruzione, apertura prevista per il 2022 |               |          |                        |        |        | |               |           |
| Takeo-Onsen                                   | 武雄温泉      | 0,0      |                        |        |        | Sasebo Line | Takeo         | Saga      |
| Ureshino-Onsen                                | 嬉野温泉      |          |                        |        |        | | Ureshino      | Saga      |
| Shin-Ōmura                                    | 新大村        |          |                        |        |        | | Ōmura         | Nagasaki  |
| Isahaya                                       | 諫早          | 45,7     |                        |        |        | Linea principale Nagasaki Linea Ōmura Ferrovia Shimabara                                                                                       | Isahaya       | Nagasaki  |
| Nagasaki                                      | 長崎          | 66.7     |                        |        |        | Linea principale Nagasaki Linea Ōmura Tram di Nagasaki (Nagasaki-Ekimae)                                                                       |               | Nagasaki  |